# Toxoniella
Toxoniella es un género de arañas araneomorfas de la familia Gallieniellidae. Se encuentra en Kenia. 

## Lista de especies
Según The World Spider Catalog 12.0:
- Toxoniella rogoae Warui & Jocqué, 2002
- Toxoniella taitensis Warui & Jocqué, 2002